# Cecil Shorts III
Pour les articles homonymes, voir Shorts.
(en) Statistiques sur pro-football-reference
Cecil Shorts III, né le 22 décembre 1987 à Kent, dans l'Ohio, est un joueur américain de football américain évoluant au poste de wide receiver.

## Biographie
Après une carrière universitaire au sein des Purple Raiders de l'université de Mount Union, évoluant en 3e division de la NCAA, il est drafté lors de la Draft 2011 de la NFL au 4e tour, en 114e position au total par les Jaguars de Jacksonville pour qui il joue entre la Saison 2011 et la Saison 2014.
En mars 2015, il signe aux Texans de Houston mai est remercié en fin d'année.